# Christophe Léotard
Pour les articles homonymes, voir Léotard.
Christophe Léotard est un  grand maître international d'échecs par correspondance français né en 1966 à Amiens (Somme), et le 19e champion du monde d'échecs par correspondance (2006). Il est le seul français à avoir jamais obtenu ce titre.

## Biographie et carrière
Léotard est joueur d'échecs par correspondance depuis 1992. Il a obtenu 8,5 points (+5 =7) dans le championnat du monde, qui débuta le 20 avril 2004 et s'acheva en 2006. Il succède ainsi au palmarès à Joop van Oosterom.
Il a été trois fois champion de France par correspondance (de 1995 à 1997).